# Trent Hills
Trent Hills (offiziell Municipality of Trent Hills) ist eine Verwaltungsgemeinde im Südosten der kanadischen Provinz Ontario. Die Gemeinde liegt im Northumberland County und hat den Status einer Lower Tier (untergeordneten Gemeinde).
Die heutige Gemeinde entstand im Jahr 2001 im Rahmen der Gemeindereform durch den Zusammenschluss der damaligen Stadt „Campbellford“, des Dorfes „Hastings“ sowie der Townships „Seymour“ und „Percy“.

## Lage
Die Gemeinde grenzt im Nordwesten an den Rice Lake und den Trent River. Der Trent River durchquert dann die Gemeinde von Norden nach Süden und bildet dann mit seinem Verlauf von Osten nach Westen die Südostgrenze der Gemeinde. Trent Hills liegt nordöstlich des Greater Golden Horseshoe bzw. südlich der Ausläufer des kanadischen Schildes und liegt etwa 140 Kilometer Luftlinie nordöstlich von Toronto.
Neben den Verwaltungssitz „Campbellford“ sind „Hastings“ und „Warkworth“ die Siedlungsschwerpunkte, ansonsten gliedert sich die Gemeinde in zahlreiche kleine und kleinste Ansiedlungen.
Mit dem Ferris Provincial Park befindet sich ebenfalls einer der Provincial Parks in Ontario im Gemeindegebiet.

## Demografie
Der Zensus im Jahr 2016 ergab für die Siedlung eine Bevölkerungszahl von 12.900 Einwohnern, nachdem der Zensus im Jahr 2011 für die Gemeinde eine Bevölkerungszahl von nur 12.604 Einwohnern ergeben hatte. Die Bevölkerung hat damit im Vergleich zum letzten Zensus im Jahr 2011 schwächer als der Trend in der Provinz um nur 2,3 % zugenommen, während der Provinzdurchschnitt bei einer Bevölkerungszunahme von 4,6 % lag. Bereits im Zensuszeitraum von 2006 bis 2011 hatte die Einwohnerzahl in der Gemeinde schwächer als der Provinzdurchschnitt um nur 2,9 % zugenommen, während die Gesamtbevölkerung in der Provinz um 5,7 % zunahm.

## Verkehr
Durch die Lage am Rice Lake und am Trent River ist Trent Hills auch an den Trent-Severn-Wasserweg angebunden. Die Gemeinde wird darüber entweder nach Süden mit der Bay of Quinte des Ontariosees oder nach Nordosten mit der Georgian Bay des Huronsees verbunden.